# Natterers mierpitta
Natterers mierpitta (Cryptopezus nattereri synoniem: Hylopezus nattereri) is een zangvogel uit de familie Grallariidae (mierpitta's).
De soort werd voor het eerst beschreven door de Braziliaanse ornitholoog Olivério Mário de Oliveira Pinto in 1937.

## Taxonomie
De geslachtsnaam Cryptopezus is samengesteld uit de Griekse woorden κρυπτός (kruptos) wat 'verborgen' betekent, en πεζος (pezos) wat 'liep' betekent, verwijzend naar de heimelijke gewoonten van deze vogel. Verder is de vogel vernoemd naar de Oostenrijkse zoöloog en verzamelaar Johann Natterer (1787-1843). Volgens moleculair genetisch onderzoek, gepubliceerd in 2019 is plaatsing in het geslacht Hylopezus onjuist en daarom bedachten de Braziliaanse ornithologen Carneiro, Bravo en Aleixo het monotypische geslacht Cryptopezus.

## Kenmerken
De vogel is 13,5 cm lang. Het is een kleine mierpitta die sterk lijkt op de vlekborstmierpitta (H. ochroleucos), bruin van boven en roomwit van onder met oranje op de flank en stippels op de borst.

## Verspreiding en leefgebied
Deze soort komt voor in zuidoostelijk Brazilië, noordoostelijk Argentinië (Misiones) en oostelijk Paraguay. Het leefgebied is natuurlijk tropisch bos in heuvelland en bergebieden van 300 tot 1900 meter boven zeeniveau.

## Status
De grootte van de populatie is niet gekwantificeerd maar de soort wordt omschreven als vrij algemeen. Op de Rode lijst van de IUCN heeft deze soort de status niet bedreigd.